# Public Service Broadcasting
Public Service Broadcasting ist eine Gruppe aus London. Die Mitglieder treten unter den Pseudonymen J. Willgoose, Esq., Wrigglesworth und J F Abraham auf. 2015 gewannen sie den Progressive Music Award in der Kategorie Anthem.

## Geschichte
Anfangs bestand die Band ausschließlich aus Willgoose. Er gab sein öffentliches Debüt im Selkirk Pub in Tooting, London, im August 2009. Kurz darauf gab er die EP One heraus.
Zusammen mit Wrigglesworth am Schlagzeug spielte Public Service Broadcasting ihr erstes Festival, das Aestival in Suffolk, im September 2010, und nach den Arbeiten an einer zweiten EP, The War Room, wurde diese im Mai 2012 veröffentlicht. Seitdem hat die Band drei Alben veröffentlicht: Inform – Educate – Entertain (2013), The Race for Space (2015), Every Valley (2017). Für das Album Race for Space wurden zwei Shows im National Space Center in Leicester gegeben, um den Verkaufsstart des Albums zu feiern. Es verfehlte in der Veröffentlichungswoche knapp die Top 10 und belegte den 11. Platz in Großbritannien bei gleichzeitigem Platz 1 in den UK Independent Charts.
Eine Nachfolge-EP wurde am Ende des Jahres 2015 veröffentlicht (Sputnik / Korolev), die von einer UK-Tour unterstützt wurde. Deren Höhepunkt war die aufwändige Headline-Show der Band, eine ausverkaufte Nacht in der O2 Academy Brixton, von der 2016 ein Live-Album auf zwei CDs plus einer DVD veröffentlicht wurde. Während des Schreibens von The War Room bildete die Band eine enge Beziehung mit dem British Film Institute und verwendete ihr Material dann in den Live-Shows.

## Musikstil und Live-Auftritte
Die Band spielt hauptsächlich Instrumentalmusik zusammen mit Ton- und Filmausschnitten aus alten öffentlichen Informationsfilmen, Archivaufnahmen und Propagandamaterial.
Allerdings singt Willgoose auf einem Track des Every Valley Albums, weil der beabsichtigte Sänger nicht verfügbar war.

## Diskografie

### Alben
| Jahr | Titel Musiklabel                                  | Höchstplatzierung, Gesamtwochen, AuszeichnungChartsChartplatzierungen (Jahr, Titel, Musiklabel, Platzierungen, Wochen, Auszeichnungen, Anmerkungen) | Anmerkungen                                            |
| Jahr | Titel Musiklabel                                  | UK | Anmerkungen                                            |
| ---- | ------------------------------------------------- | --- | ------------------------------------------------------ |
| 2013 | Inform – Educate – Entertain Test Card Recordings | UK21 Silber · (3 Wo.)UK | Erstveröffentlichung: 18. Mai 2013 Verkäufe: + 60.000  |
| 2015 | The Race for Space Test Card Recordings           | UK11 Gold · (14 Wo.)UK | Erstveröffentlichung: 7. März 2015 Verkäufe: + 100.000 |
| 2016 | The Race for Space – Remixes Test Card Recordings | UK59 (1 Wo.)UK | Erstveröffentlichung: 30. Juni 2016                    |
| 2016 | Live at Brixton Test Card Recordings              | UK97 (1 Wo.)UK | Erstveröffentlichung: 15. Dezember 2016                |
| 2017 | Every Valley Play It Again Sam                    | UK4 (4 Wo.)UK | Erstveröffentlichung: 20. Juli 2017                    |
| 2021 | Bright Magic Play It Again Sam                    | UK2 (2 Wo.)UK | Erstveröffentlichung: 24. September 2021               |
| 2023 | The New Noise Play It Again Sam                   | UK28 (1 Wo.)UK | Erstveröffentlichung: 8. September 2023 Livealbum      |
| 2024 | The Last Flight So Recordings/Rough Trade         | UK3 (1 Wo.)UK | Erstveröffentlichung: 4. Oktober 2024                  |

### EPs
- 2009: One (Erstveröffentlichung: 7. August 2010)
- 2012: The War Room (Erstveröffentlichung: 28. Mai 2012)
- 2013: Signal 30 (Erstveröffentlichung: 15. April 2013)